# Hedžu
Město Hedžu (해주 – Hädžu si) je hlavní město severokorejské provincie Jižní Hwanghe. Leží na jižním okraji Severní Korey na břehu Žlutého moře, od severokorejského hlavního města Pchjongjangu je vzdáleno přibližně 140 kilometrů jižně a k roku 2005 mělo přes 220 tisíc obyvatel.

## Dějiny
V letech 1910 až 1945, během japonské okupace Koreje, se nazývalo oficiálně japonsky Kaišú (海州). Během této doby obdrželo v roce 1938 status města.
Během Korejské války v letech 1950 až 1953 bylo Hedžu značně poničeno, poté se stalo střediskem průmyslu a dopravní křižovatkou oblasti.

### Rodáci
- I Sung-man (1875–1965), první prezident Korejské republiky
- Čong Song-ok (* 1974), maratonkyně